# Lüdersfeld
Lüdersfeld is een gemeente in de Duitse deelstaat Nedersaksen. De gemeente maakt deel uit van de Samtgemeinde Lindhorst in het Landkreis Schaumburg.
Lüdersfeld telt 1.049 inwoners.
Tot de gemeente behoort ook het ten zuiden van Lüdersfeld zelf gelegen, langgerekte Hagenhufendorf Vornhagen en, aan de B65, Vornhagen-Siedlung. Vornhagen-Siedlung ligt direct tegen de oostelijke buitenwijken van de westelijke buurgemeente Stadthagen aan.

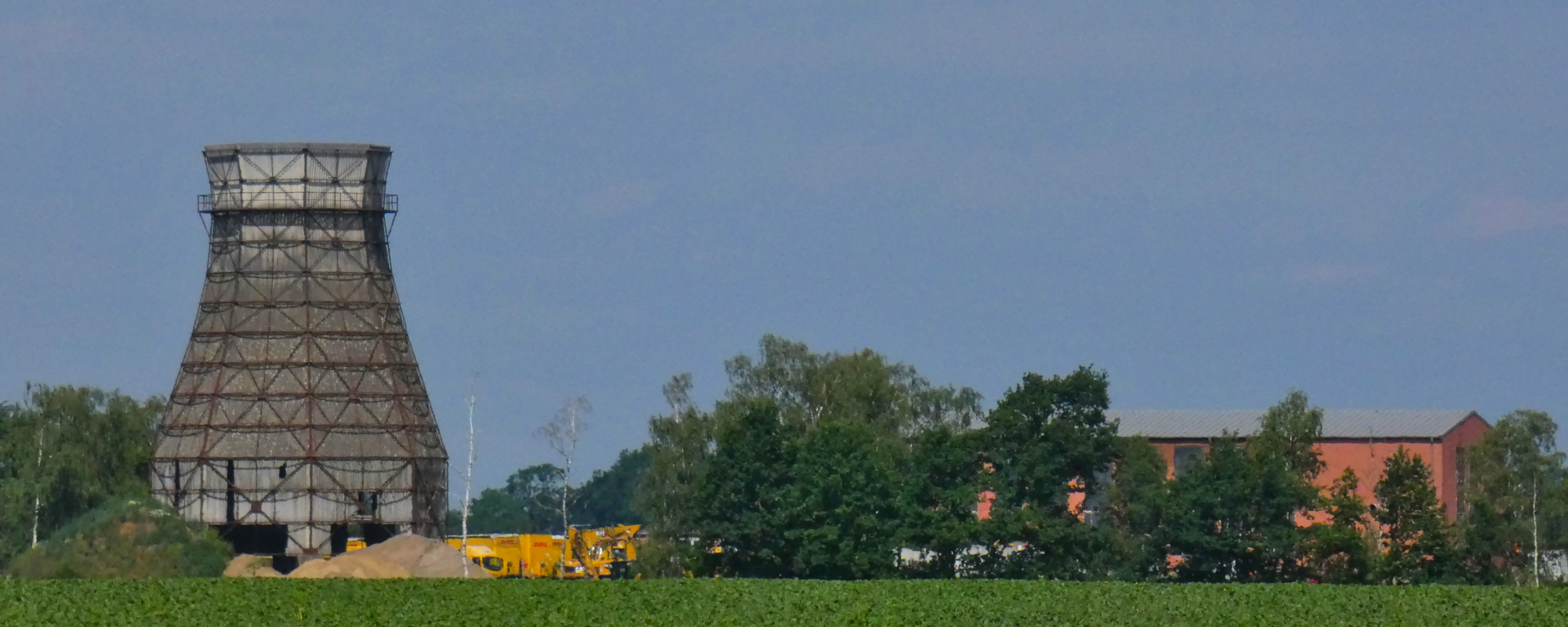
Restant mijnschachtgebouwen Lüdersfeld

Lüdersfeld is in de 13e eeuw ontstaan. Het heeft gedeeltelijk nog het karakter van een langgerekt, oud boerendorp.
In de periode 1953-1961 waren enkele schachten van de naburige steenkoolmijn van Beckedorf in het gebied van Lüdersfeld gelegen. Ook deze mijnschachten zijn in 1960 gesloten. Een restant van de mijngebouwen is bewaard gebleven. Sinsdien is Lüdersfeld vooral een forensen- en akkerbouwdorp.
In het dorp staat de schilderachtige Johanniskapelle (15e eeuw). Incidenteel vinden hier nog evangelisch-lutherse kerkdiensten plaats.
Zie voor meer informatie onder Samtgemeinde Lindhorst.
- Gemeinsame Normdatei: 4669359-2
- Virtual International Authority File: 236569765

Ahnsen · 
Apelern · 
Auetal · 
Auhagen · 
Bad Eilsen · 
Bad Nenndorf · 
Beckedorf · 
Buchholz · 
Bückeburg · 
Hagenburg · 
Haste · 
Heeßen · 
Helpsen · 
Hespe · 
Heuerßen · 
Hohnhorst · 
Hülsede · 
Lauenau · 
Lauenhagen · 
Lindhorst · 
Lüdersfeld · 
Luhden · 
Meerbeck · 
Messenkamp · 
Niedernwöhren · 
Nienstädt · 
Nordsehl · 
Obernkirchen · 
Pohle · 
Pollhagen · 
Rinteln · 
Rodenberg · 
Sachsenhagen · 
Seggebruch · 
Stadthagen · 
Suthfeld · 
Wiedensahl · 
Wölpinghausen